# Vivi Laurent-Täckholm
Vivi Laurent-Täckholm, född Laurent 7 januari 1898 i Danderyds församling, död 3 maj 1978, var en svensk botaniker, barnboksförfattare och tecknare, verksam i Egypten. Hon var gift med Gunnar Täckholm samt syster till Torbern Laurent och faster till Torvard C. Laurent.

## Biografi

### Bakgrund och tidiga år
Vivi Laurent-Täckholm var dotter till läkaren Edvard Laurent och läraren Lilly Bergstrand. Efter skolgång vid Whitlockska samskolan i Stockholm studerade hon vid  Stockholms högskola och blev filosofie kandidat 1922 med botanik som huvudämne. Hon reste i USA 1921–1923. År 1926 gifte hon sig med botanikprofessorn Gunnar Täckholm (1891–1933). De flyttade till Egypten samma år och inledde arbetet med det omfångsrika verket Flora of Egypt.

### Andra världskriget och tillbaka till Egypten
Under andra världskriget arbetade hon på tidningen Husmodern i Stockholm. Efter kriget flyttade hon dock tillbaka till Egypten. Hon blev professor vid universitetet i Kairo 1946, i Alexandria 1947 och åter i Kairo från 1948.  Vivi Täckholm byggde upp den botaniska institutionen vid Kairos universitet. Hon samlade ihop ett herbarium som blev det största i Afrika med omkring 100 000 växter från hela världen, särskilt från Egypten, Libanon, Arabien och Sudan.

### Svensk-egyptiskt samarbete
Tack vare Vivi Täckholms svenska kontakter försågs institutionen med resurser. Lantbruksakademin i Stockholm skickade 700 kg litteratur till biblioteket och Gustav VI Adolfs 80-årsfond bekostade inköp av utländsk litteratur. SIDA skänkte en mikrofilmssamling omfattande en halv miljon boksidor och herbarieark. Tack vare Wallenbergfonden vid Stockholms universitet uppbyggdes ett laboratorium för pollenanalys med bland annat elektronmikroskop. Under Vivi Täckholms tid hade institutionen ett 20-tal professorer och andra lärare samt över 2 000 studenter.
Täckholm donerade en samling botaniska prover, herbarium samt ett antal föremål till Egyptiska museet i Stockholm. Samlingen finns nu i Medelhavsmuseets samling som ingår i myndigheten Statens museer för världskultur.

### Annan verksamhet och auktorsnamn
År 1952 blev Täckholm filosofie hedersdoktor vid Stockholms högskola. Hon tillhörde Nordisk familjeboks redaktion 1931–1933 och medarbetade med artiklar i Aftonbladet, Stockholms-Tidningen och Dagens Nyheter samt var föreläsare i Folkbildningsförbundet 1932–1945 och ordförande i Stockholms husmodersförening 1944–1946. Förutom botaniska arbeten skrev hon barnböcker och skildringen om sin tid i Amerika i boken Vivis resa som hon själv illustrerade.

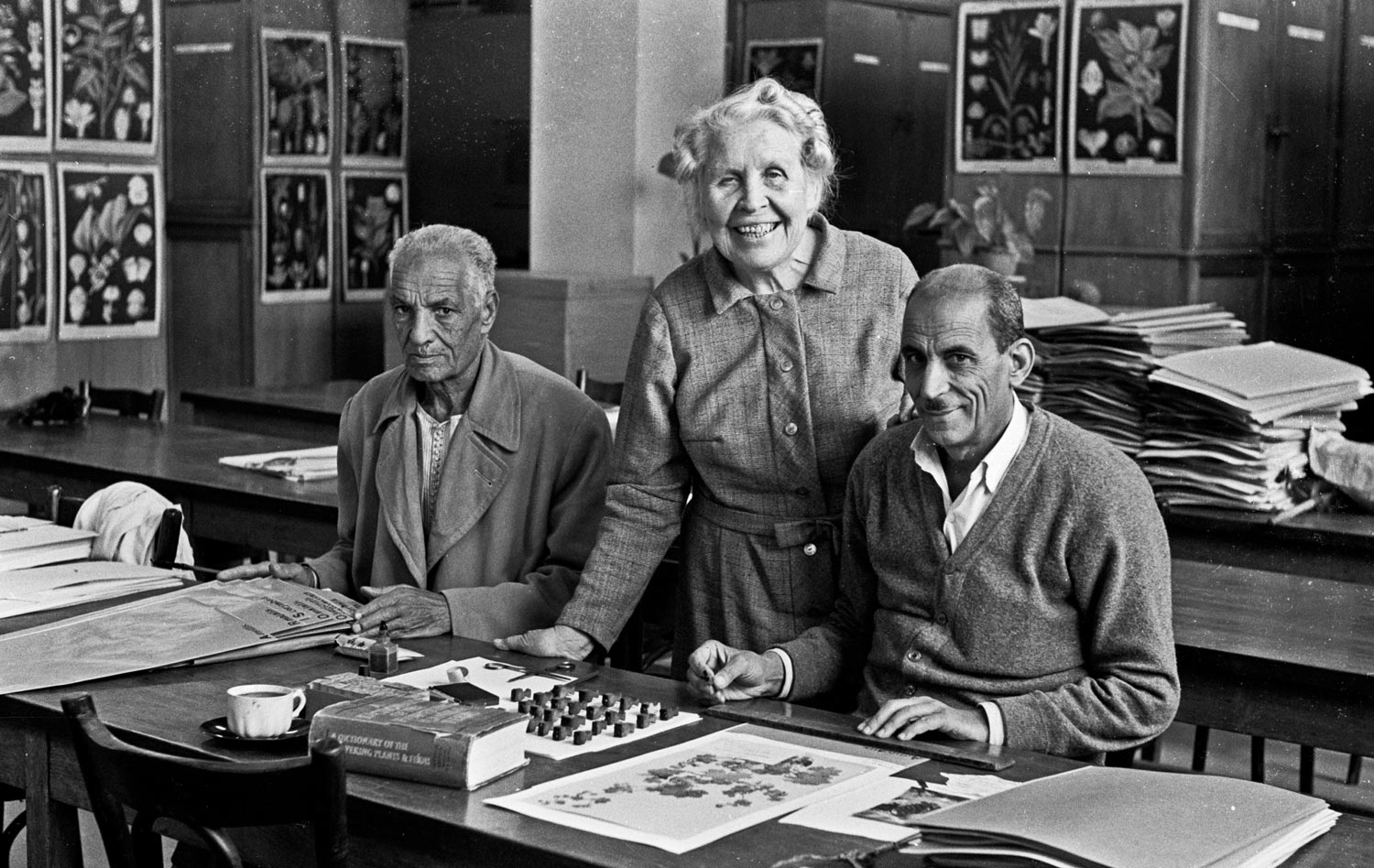
Vivi Täckholm tillsammans med ett par av sina trogna medarbetare: växtpressaren Mahdi, till vänster, och preparatorn Ibrahim.

Auktorsnamnet Täckh. kan användas för Vivi Laurent-Täckholm i samband med ett vetenskapligt namn inom botaniken; se Wikipediaartiklar som länkar till auktorsnamnet.

### Sista tid
Vivi Täckholm avled under besök i Sverige och är gravsatt på Uppsala gamla kyrkogård.